# Вовк Алла Юліанівна
А́лла Юліа́нівна Вовк (нар. 16 лютого 1968, с. Пільний Олексинець Городоцького району Хмельницької області — 18 листопада 2015, поблизу с. Гречишкине Новоайдарського району Луганської області) — українська військовослужбовиця, старша солдатка Збройних сил України, санітарна інструкторка 44-ї окремої артилерійської бригади (Тернопіль). Позивний «Фортуна».

## Життєпис
До війни Алла працювала медсестрою. На фронт пішла добровольцем, казала, що там вона більш потрібна. 4 лютого 2015 року вирушила на полігон у Яворові, і вже 8 лютого була в зоні АТО — в секторі «А» у Новоайдарі. За 9 місяців витягнула з поля бою багатьох поранених. Як кажуть бойові побратими, «Фортуна» не боялась ні куль, ні вогню. Подавала хлопцям 46-кілограмові снаряди. У червні востаннє була у відпустці.
«Звісно, ми намагалися переконати Аллу, що і тут, у фельдшерському пункті села Виноградівка, де вона працювала, її допомога необхідна. Бо ж ми знали, що і вдень, і серед ночі вона бігла до хворих. Віддавалася роботі завжди, бо понад усе любила людей і вважала за обовʼязок допомагати потребуючим. Люди дякували взаємністю. Скільки хороших відгуків, подяк линуло на її адресу, коли працювала хірургічною медсестрою Хмельницької міської дитячої лікарні, а пізніше - старшою медсестрою у Виноградівському психо-неврологічному будинку-інтернаті... Їй довіряли, до неї тягнулися, Алла завжди була серед людей і мала багато друзів», - розповідає рідна сестра Алли Юліанівни Людмила Урбан.
Також рідна племінниця Алли Юліанівни писала в газеті «Вперед» від 5 березня 2015 року про Аллу Вовк: "Ваша землячка лікує практично від усіх хвороб, відмінно орієнтується у медикаментах. Вона тут у нас одна, тож бережемо її, як зіницю ока. Наша фельдшерка, як ніхто, добросовісно виконує свої обовʼязки. Тут, на фронті, на жаль, із медичною допомогою є проблеми. Лікарі до нас не доїжджають. Тому Алла - наша рятівниця"
Аллу постійно підтримували земляки та люди, які добре її знали. Вони телефонували їй, запрошували додому, адже село потребувало її допомоги та досвіду.
Колишня голова села Виноградівка, а нині староста цього населеного пункту Ніла Мельник згадує: “Алла – фахівчиня від Бога. Було й так, що діагноз могла поставити не гірше висококваліфікованого лікаря. Я спілкувалась із нею частенько. Але вона жодного разу не пожалкувала про своє рішення іти на фронт.”
Сама Алла Юліанівна говорила: “Я радію, що своїми руками можу допомагати нашим бійцям, а ще – втішати їх добрим словом. Це теж важливо.”
18 листопада 2015 о 13:00 на автошляху Сєвєродонецьк — Новоайдар поблизу с. Гречишкине сталася ДТП. Водій КамАЗу виїхав на зустрічну смугу, де скоїв лобове зіткнення з військовим КрАЗом, у кузові якого їхали військові (зі Львівщини і Тернопільщини) в напрямку Сєвєродонецька. Внаслідок зіткнення жінка-військовий, яка перебувала в кабіні КрАЗу, і пасажир КамАЗу загинули, вісім чоловік травмовані (два водії та шість пасажирів-військових ЗСУ).[джерело?]
"Для нас - велика втрата та важке випробування жити сьогодні без неї. Ми постійно її згадуємо, сумуємо. На могилі Алли завжди є квіти, часом ми і не знаємо, хто їх приносить. Нещодавно люди мені переказували, що приїздив чоловік із оберемком квітів, шукав могилу Алли. Перехожі, сільські люди йому підказали дорогу, у свою чергу поцікавились, звідки він її знає. "Вона мені життя врятувала, я девʼять років шукав її", - відповів чоловік. Мені ж так шкода, що ніхто із рідних з тим чоловіком не зустрівся, бо поки ми приїхали на кладовище, його уже не було. Хотілось розпитати, хто він і як саме Алла врятувала його, може би він про неї нам щось розповів", - каже рідна сестра Алли Людмила Юліанівна Урбан - директорка Жилинецькоі гімназії, де навчалась колись і Алла.
Донька Алли Юліанівни Ольга теж ділиться теплими спогадами про маму: «Мами немає, а мені здається, що я знаю і відчуваю, як би вона вчинила у тій чи іншій ситуації, що б сказала. Коли треба приймати якесь рішення, часто думаю, що би мама порадила. Вона неймовірно сильно любила свого онука, а мого сина Женю. Мама завжди з нами» 
Похована в с. Жилинці Ярмолинецького району, біля могили матері.
Залишилися сестра Людмила, донька Ольга та онук Євген.

## Нагороди та вшанування
Указом Президента України № 9/2016 від 16 січня 2016 року, «за особисту мужність і високий професіоналізм, виявлені у захисті державного суверенітету та територіальної цілісності України, вірність військовій присязі», нагороджена орденом «За мужність» III ступеня (посмертно).
- У Львові на алеї героїнь у парку Богдана Хмельницького висаджено дерево в її пам'ять[джерело?].
- В с. Жилинці на фасаді будівлі загальноосвітньої школи, де навчалася Алла Юліанівна, у жовтні 2016 року їй відкрито меморіальну дошку.
- У Києві названо один із пластунських дівочих куренів національної скаутської організації іменем Алли Вовк.